# 伊利莎伯大廈花槽藏雙屍命案
伊利莎伯大廈花槽藏雙屍命案是1980年代轟動全香港的一宗兇殺案。1984年3月31日，銅鑼灣伊利莎伯大廈A座26樓的住客發現隔壁單位的花槽有血水滲出，更發出惡臭，於是立即報警。警方從花槽裏挖出兩具男屍，其後證實死者是新加坡金商少東兄弟谢顺发和谢顺丞。本案至今未破，相信疑凶仍然逍遙法外。